# 시오네 마우
시오네 마우(영어: Sione Mau, 1991년 8월 9일 ~ )은 통가의 축구 선수로 포지션은 골키퍼이다. 현재는 FC SKBC 소속으로 뛰고 있다.